# Afera reprywatyzacyjna w Krakowie
Afera reprywatyzacyjna w Krakowie – medialne określenie nieprawidłowości popełnianych przy zwracaniu kamienic w Krakowie w drodze reprywatyzacji po upadku PRL.

## Historia
Przypadki nielegalnego przejmowania pożydowskich kamienic krakowska prokuratura badała już pod koniec lat 90. XX wieku. Jedną z metod było posługiwanie się spreparowanymi pełnomocnictwami lub testamentami. Wykorzystywano również przypadkowe osoby noszące to samo nazwisko, co właściciele, które udzielały pełnomocnictw do dysponowania kamienicą. Inna metoda polegała na sfałszowaniu wszystkich dokumentów poza granicami Polski i uwierzytelnieniu ich w placówkach różnych krajów, aby utrudnić ich weryfikację. Przejęte w ten sposób nieruchomości szybko sprzedawano kolejnym podstawionym osobom, co utrudniało później ich odzyskiwanie.
W 2001 w Krakowie prowadzono postępowanie w sprawie wyłudzenia co najmniej ośmiu krakowskich kamienic. W opinii prokurator Barbary Jasińskiej z ówczesnej Prokuratury Okręgowej dokonywali tego podwarszawscy przedsiębiorcy reprezentujący gang pruszkowski, którym patent sprzedali poznaniacy. Postawiono im wówczas zarzuty wyłudzania pożydowskich kamienic krakowskich począwszy od 1996.
W marcu 2017 w Prokuraturze Regionalnej w Krakowie powołano zespół prokuratorów zajmujących się lustracją wszystkich spraw dotyczących zwrotów nieruchomości z lat 2005–2016 (karnych, cywilnych oraz administracyjnych), w których nie nastąpiło przedawnienie karalności czynów. W jej efekcie zdecydowano o wznowieniu 12 zakończonych spraw. W październiku 2017 Ministerstwo Sprawiedliwości, Zbigniew Ziobro, powołał kolejny zespół ds. krakowskiej reprywatyzacji.